# Still PM
Still PM(스틸피엠, 본명: 이요한, 1989년 2월 5일 ~ )는 대한민국의 힙합 음악가이다. Soul Connection Inc.의 메인 멤버 중 하나였다.

## 바이오그래피

### 데뷔
Still PM의 공식적 데뷔는 2009년 앨범 [Love & Verse 1/4]이지만 가장 오래된 공식적 음원은 2006년에 작업한 매슬로의 [Young MAstory] 수록곡 〈놀라운 구세주〉이다. 그 외에도 필씨의 앨범에 참여한 이력이 있다. 이후 2007년 스틸피엠은 오디션을 통해 Blacknut, Jepp Blackman, Dessin, Browncloud와 함께 소울 커넥션에 입단하게 된다.

### Soul Connection
소울 커넥션에 입단하게 된 스틸피엠은 입단 맞이 벙개송을 시작으로 이후 활발한 활동을 펼치게 된다. 당시 힙합씬에서 크게 히트한 매슬로의 [Young MAstory] 앨범에서 그가 참여한 곡은 3곡이며 당시 입단한지 1년 정도밖에 안 지난 것을 감안하면 많은 작업량인 것을 알 수 있다. 이후 그는 소울커넥션 크리스마스 맞이 디지털 싱글 [해피 크리스마스]의 타이틀 곡 [해피 크리스마스]에 참여하게 되어 더욱 더 그를 알리게 된다. 2009년 3월 소울커넥션의 첫 컴필레이션 앨범 [RapsodY]가 발매되었는데 이때 스틸피엠은 타이틀 곡 〈Hey ma〉를 포함 무려 7곡이나 참여하여 더욱 더 소울 커넥션 내 그의 위치를 리스너들에게 각인 시켰다. 이후 소울커넥션과 Day life의 콜라보 앨범 [Day life]에서 그는 전곡에 참여하여 완전히 메인 멤버로 부상하게 된다.

### 솔로 활동
2009년 11월 3일, 그의 첫 솔로 앨범인 [Love & Verse 1/4]이 발매되었다. 당시 타이틀 곡인 〈아직까지도〉에는 국보급 보컬리스트 조규찬이 참여하여 큰 화제를 일으켰으며 대중들에게도 스틸피엠이란 이름을 알리게 되었다. 어느 정도는 성공한 첫 쿼터 앨범의 힘 입어 2010년 9월 그의 두번째 앨범 [Love & Verse 1/2]가 발매된다. 트랙 수가 무려 9곡으로 정규 앨범 규모로 야심차게 발표 하지만 그다지 좋은 성적을 거두진 못한다. 이 앨범 발표 후 스틸피엠은 군대에 가게 되고 제대해 보니 소울커넥션이 망해 있는 판타스틱한 상황이 펼쳐진다. 제대 후 스틸피엠은 Freelow와 kuan과 함께한 〈빠졌어〉 등 여러 디지털 싱글들을 발표하다 2013년 2월 26일 [Love & Verse 3/4]를 발표하는데 이 앨범은 꽤 괜찮은 성적을 거두었고 타이틀 곡〈No Way〉와 수록곡 중 하나인 〈Canada Girl〉은 인기를 끌었다. 이후 스틸피엠은 꾸준히 디지털 싱글을 발매했으며 그 중 〈걸어서 가도 돼〉와 〈Miss Taken〉은 상당한 인기를 끌었다. 2015년 5월 26일, 스틸피엠은 그 동안 발매했던 디지털 싱글들 중 히트한 곡들과 신곡을 포함한 미니 앨범 [Blame on me]를 발매한다. 이 앨범은 타이틀 곡은 혹평을 받았으나 수록곡들은 대체적으로 좋은 평가를 받았다.

## 디스코그래피
- 2009년 Love & Verse 1/4 LP
- 2010년 Love & Verse 1/2 LP
- 2012년 빠졌어 with Freelow, Kuan
- 2012년 싫지만
- 2012년 Canada Girl
- 2013년 Love & Verse 3/4 LP
- 2013년 암
- 2013년 자격지심
- 2014년 붉은 빛깔의 밤
- 2014년 Miss Taken
- 2014년 걸어서 가도 돼
- 2014년 Doingood
- 2014년 Light
- 2015년 That's Right with J-Slow
- 2015년 Blame on me EP
- 2015년 Hit you with DJ Tiz
- 2015년 불안정
- 2016년 불면증
- 2016년 좋은 음악

## 리미 디스곡 사건
리미 디스곡 사건을 요약하자면 2010년 당시 조패라는 랩 네임으로 활동하던 노지노가 리미를 디스하는 곡을 힙플 계시판에 올렸다가 고소를 당하는 사건이다. 이 사건과 스틸피엠의 연관성은 당시 노지노가 고소당한 이유는 리미가 아무나하고 관계를 가지고 다닌다는 성적 비하를 했기 때문인데 노지노가 그 들중 하나로 스틸피엠의 이름을 언급하였기 때문이다.

## U.R.D 디스 의혹
2008년 매슬로의 앨범 수록곡 중 〈불만〉이라는 곡이 U.R.D를 디스 했다는 의혹이 제기 되었다. 이는 기정사실이 되었고 그 후 U.R.D는 재기 하지 못하고 사라진다. 〈불만〉에 참여한 아티스트는 Maslo, Jepp Blackman, Still PM으로 총 3명이였다. 스틸피엠의 벌스에서 효과음이 U.R.D를 연상시킨다는 점과 당시 유알디의 행보를 보아 U.R.D 디스로 보여진다고 리스너들은 추측했다.

## J-TONG의 디스
2011년 J-TONG은 무료 공개곡 〈똥〉을 통해 Soul Connection을 디스한다. 이에 소울커넥션의 수장 격인 Maslo가 무료 공개곡 〈똥개〉로 받아 쳤으나 매슬로가 마리화나 흡연 혐의로 잡혀가게 되어 일단락 된다. 이 때 제이통은 소울 커넥션의 오버 지향적 성격과 상업화에 대해 맹렬하게 비판하는데 대표적 구절이 '스모키 눈화장했네'라는 구절이 유명하다. 이 가사는 스틸피엠의 지칭하는 것으로 그가 2010년 앨범에서 스모키 눈화장을 하고 나온 것을 비난한 것이다. 이 사건을 통해 스틸피엠은 더 유명해졌으나 이미지는 더 나빠졌고 당시 군복무 중이였던 스틸피엠은 별다른 반격은 하지 않았고 매슬로가 소울 커넥션 전체를 대표하여 똥개를 발표하였다.